# Мани Пакиао
Емануел „Мани“ Дапидран Пакиао, по-известен като Мани Пакиао, е филипински професионален боксьор и политик, който служи като сенатор на Филипините и като партиен президент на партията PDP – Laban. С прякор „PacMan“, той е смятан за един от най-великите професионални боксьори на всички времена. През септември 2021 г. Мани Пакиао обяви кандидатурата си за президентските избори през 2022 г.

## Боксова кариера
Мани Пакиао е единственият световен шампион в осем дивизии в историята на бокса, с общо дванадесет спечелени световни титли. Той е първият боксьор, спечелил първенството в линейните категории в пет различни тегловии категории, първият боксьор, спечелил световни титли в четири от осемте „бляскави дивизии“: лека, перо, лека полусредна категория, и е единственият боксьор, който провежда световни титли през четири десетилетия (90-те, 2000-те, 2010-те и 2020-те).
Към 2015 г. битките на Пакиао са донесли 1,2 милиарда долара приходи от неговите 25 срещи с PPV. Според Форбс той е вторият най-високоплатен спортист в света през 2015 г.
През юли 2019 г. Пакиао става най-възрастният световен шампион в полусредна категория в историята на 40-годишна възраст, и първият боксьор в историята, който става признат четирикратен шампион в полусредна категория, след като побеждава Кийт Търман, спечелил титлата на WBA (Супер) в полусредна категория.
Пакиао държи титлата на WBA (Супер) в полусредна категория от юли 2019 г. От ноември 2020 г. той е класиран като осмият най-добър активен боксьор, pound-for-pound (независимо от категорията), от BoxRec, девети от Асоциацията на боксовите писатели на Америка и десети от ESPN. Той също е класиран като третия най-добър активен боксьор в полусредна категория в света от Transnational Boxing Rankings Board, Espn, The Ring Magazine и BoxRec.
Боксовата среща между Флойд Мейуедър-младши и Пакиао от 02.05.2015 г. държи рекорда за най-продавано събитие в Pay-per-view с продадени 4,6 млн. услуги.